# Сан, Вильбрэн Гийом
Жан-Симон Сан (фр. Jean Simon Sam, более известен как Вильбрэн Гийом-Сан, фр. Vilbrun Guillaume Sam; 4 марта 1859 — 28 июля 1915) — президент Гаити с 25 февраля до 27 июля 1915 года, двоюродный брат Огюстена Симона Сана, президента страны в 1896—1902 годах.

## Биография
Был командующим Северной группировки во времена восстания, которое привело к власти президента Леконта. Позже возглавил восстание, приведшее к отстранению от власти Ореста Замора. Сам он был провозглашен президентом, когда его предшественник, Жозеф Теодор, был вынужден уйти в отставку из-за того, что не смог оплатить обещанные средства крестьянам, которые его поддержали в борьбе против действующей власти.
В качестве пятого президента пяти бурных лет Сан был вынужден бороться с восстанием против собственного режима, которое возглавил доктор Росальво Бобо. Последний выступал против расширения коммерческих и стратегических связей с правительством США. Опасаясь судьбы своих предшественников, Сан жестоко отнесся к своим оппонентам, в частности к более образованному и богатому мулатскому населению. Кульминация его репрессий пришлась на 27 июля 1915 года, когда он приказал казнить 167 политических заключенных, включая бывшего президента Замора, которого держали под стражей в Порт-о-Пренсе. Это разозлило население, которое восстало против правительства Сана, как только стало известно о казни.
Сан бежал во французское посольство, где получил убежище. Лидеры повстанцев ворвались в посольство и нашли Сана. Его вытащили и избили до потери сознания, после чего выбросили тело за забор посольства, где его разорвала толпа. В течение следующих двух недель в стране бушевал хаос.
Весть об убийстве вскоре достигла судов США, которые находились в гавани Порт-о-Пренса. Президент Вудро Вильсон приказал американским войскам захватить столицу, ссылаясь на то, что страну без власти могут легко захватить немецкие войска. Американцы высадились на следующий день, 28 июля, и держали страну в оккупации в течение девятнадцати лет, до августа 1934 года.